# Fernão López
Fernão López (¿? – 1545) fue el primer habitante permanente conocido de la isla de Santa Helena en el Atlántico sur. Fue soldado de Portugal en la India, habiendo sido torturado y desfigurado en castigo por ponerse del lado de Rasul Khan en una rebelión contra el imperio portugués en Goa. En su camino de vuelta a Portugal después de estos acontecimientos, eligió voluntariamente el exilio en la isla, donde vivió en casi completa soledad durante más de 30 años.
- Datos: Q426445